# 馬瀬良雄
馬瀬 良雄（ませ よしお、1927年3月3日 - 2014年10月8日）は、日本の日本語学者。信州大学名誉教授。専門は、音韻論・音声学・方言学。長野県松本市生まれ。

## 略歴
旧制松本中学（長野県松本深志高等学校）、旧制松本高等学校から学制改革により信州大学文理学部国文科卒業、東京都立大学 (1949-2011)大学院博士課程単位取得。
長野県短期大学講師、信州大学人文学部教授を務め、1986年にはサンパウロ大学客員教授としてブラジルに赴任した。1992年信州大学退官。その後、広島女学院大学教授、フェリス女学院大学教授、信州大学名誉教授。
2014年、肺炎のため松本市の病院で死去、87歳没。

## 賞歴
- 1992年 新村出賞（『長野県史 方言編』）
- 2005年 信毎賞

## 研究対象
長野県方言、八丈方言、北部伊豆諸島方言、東京方言など。

## 著書・論文
井上史雄ほか編（1995）『日本列島方言叢書7 関東方言考3（東京都）』ゆまに書房
馬瀬良雄（1961）「八丈島方言の音韻分析」『国語学』43集
平山輝男編（1965）『伊豆諸島方言の研究』明治書院
馬瀬良雄ほか「八丈島・小島方言」
馬瀬良雄（1971）『信州の方言』第一法規出版
馬瀬良雄（1980）「生きている東歌の語法」『言語生活』342
馬瀬良雄（1981）「言語形成に及ぼすテレビおよび都市の言語の影響」『国語学』125
馬瀬良雄（1982）『秋山郷のことばと暮らし―信越の秘境』第一法規出版
飯豊毅一・日野資純・佐藤亮一編（1983）『講座方言学6 中部地方の方言』国書刊行会 
馬瀬良雄「長野県の方言」 ---- 参考文献に馬瀬（1961）が挙げられており、両者が同一人物と分かる。
田中章夫編(1983)『東京語－その成立と展開－』明治書院
馬瀬良雄「東京式アクセントの普及度－長野市の中学生の場合」
井上史雄編(1983)『<新方言>と<言葉の乱れ>に関する社会言語学的研究』
馬瀬良雄「東京における語アクセントの世代間推移」
馬瀬良雄・佐藤亮一編(1985)『東京語アクセント資料』国立国語研究所
馬瀬良雄・京極興一・宮井捷二ほか編（1988）『日本語セミナー現代人とことば』銀河書房
杉藤美代子編（1989）『講座日本語と日本語教育 2』明治書院
馬瀬良雄「東京語アクセントの多様性」
馬瀬良雄（1992）『言語地理学研究』桜楓社
馬瀬良雄（1994）『広島市方言アクセント辞典』中野出版企画
馬瀬良雄（2002）『信越国境秋山郷方言談話資料』大阪学院大学情報学部
馬瀬良雄（2010）『長野県方言辞典』信濃毎日新聞社